# 武漢地下鉄
武漢地下鉄（ぶかんちかてつ、中国語：武汉地铁、英語：Wuhan Metro）とは、中華人民共和国湖北省武漢市ならびに鄂州市で運行されている地下鉄・高架鉄道を含めた都市高速鉄道の総称である。2004年7月28日、1号線の宗関駅～黄浦路駅間の開通を皮切りに、現在では全9路線（延長キロ程318km）・240駅を営業しており、武漢市は北京(1971年)、香港(1979年)、天津(1984年)、上海(1993年)、広州(1997年)に継いで中国で6番目に、中・西部では初めてメトロが開通した都市である。「武漢軌道交通」とも呼ばれる。
武漢地鉄集団有限公司が武漢市にある全ての地下鉄路線を経営しているので、「武漢にある地下鉄道路線」と「武漢地下鉄」又は「武漢軌道交通」とは事実上同一の定義である。2019年6月現在は1号線、2号線、3号線、4号線、6号線、7号線、8号線、11号線と陽邏線を運営している。

## 呼称
武漢市で運行されている地下鉄路線に対して、下記2種の呼称が併用されている。
- 武漢地鉄（武漢地下鉄）

「地鉄」は中国語で「地下鉄道」の略語である。一部の路線に高架区間があるが、大部分が地下区間である事に因んで、路線経営者の会社名「武漢地鉄集団有限公司」などに通称名として使われている。この呼称は日常で圧倒的に多く用いられている。
- 武漢軌道交通

車内アナウンスや国家発改委に提出される路線計画書などでは、「武漢軌道交通」との表現は公式名称として用いられている。

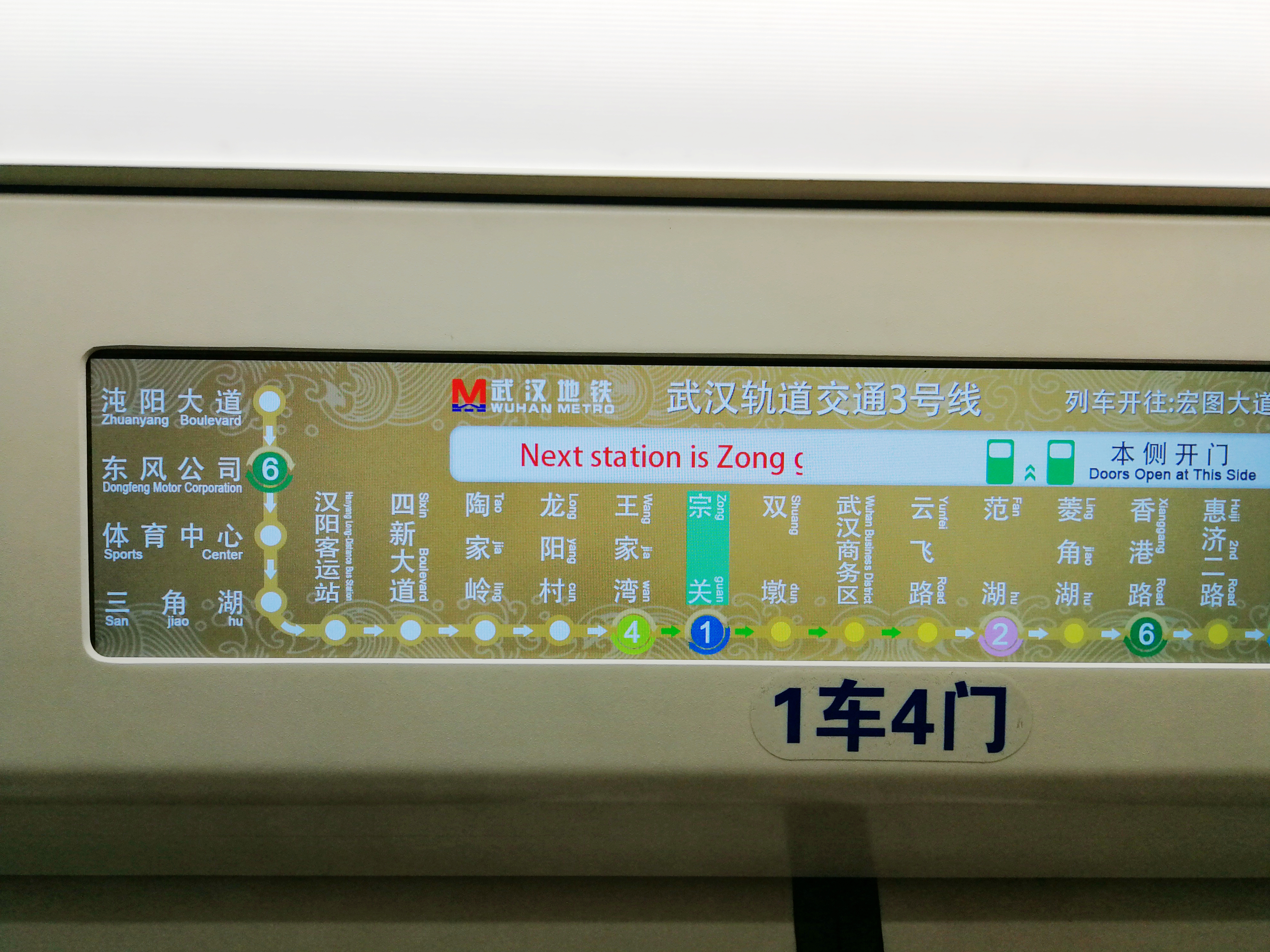
3号線の車内LCD案内表示で2種の呼称が併用されている
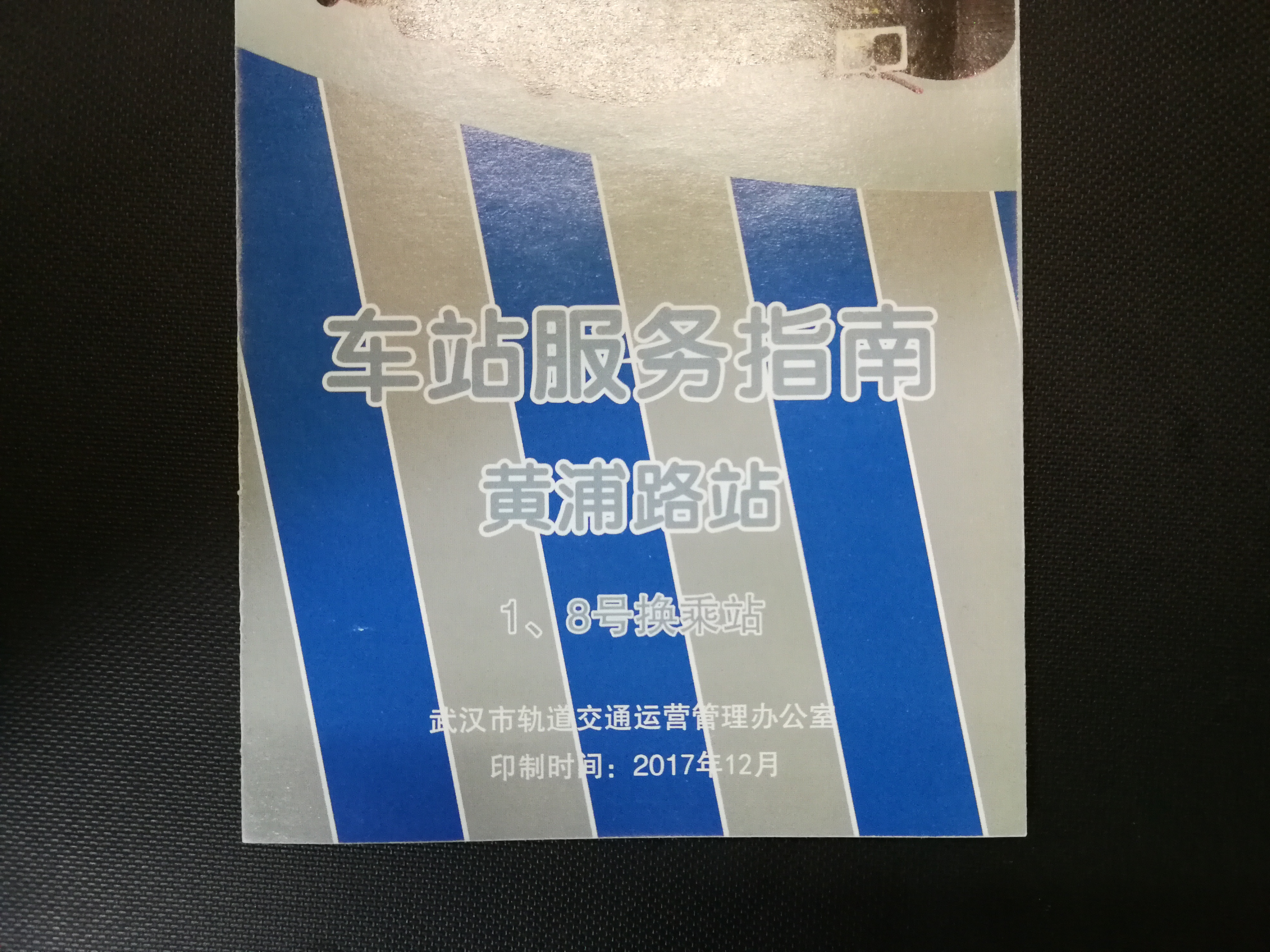
案内折込チラシの発行者である武漢市軌道交通運営管理弁公室の呼称で「軌道交通」が用いられる

## 沿革
- 1984年 - 武漢市は都市鉄道の計画を考案し始める。
- 1992年10月 - 武漢市軌道交通建設弁公室（公司）が成立し、「武漢市軽軌交通一号線第一期工事プロジェクト提案書（中国語原題：武汉市轻轨交通一号线首期工程项目建议书）」を作成。
- 1993年8月 - 北京市都市建設設計院が「武漢市軽軌交通一号線第一期、二期工事フィジビリティスタディレポート（原題：武汉市轻轨交通一号线一期、二期工程可行性研究报告）」を作成。
- 1994年6月 - 中国国際工程諮詢公司は北京都市建設設計院の「一号線F/Sレポート」を審査。
- 1998年11月 - 武漢市規劃設計研究院が「武漢軽軌交通一号線一期工事総合企画（原題：武汉轻轨交通一号线一期工程综合规划）」を作成。
- 1999年10月 - 国家計画委員会がプロジェクト立案を可決。
- 1999年12月 - 武漢市軌道交通建設弁公室は1号線の第1期工事の全体設計を鉄道部第四勘測設計院に委託。
- 2000年4月 - 第四勘測設計院が全体設計を完成。
- 2000年10月 - 武漢市軌道交通有限公司が成立。
- 2000年12月 - 武漢軌道交通1号線第1期工事が着工。
- 2002年6月 - 武漢軌道交通1号線第1期の主体工事が完工。
- 2003年1月 - 武漢軌道交通1号線第1期区間の軌道敷設工事が開始。
- 2003年5月 - 武漢軌道交通1号線第1期区間の軌道敷設工事が完工。

武漢地下鉄の進化

- 2004年7月28日 - 武漢軌道交通1号線第1期区間の観光試運転が開始。総延長は10.234㎞、駅数は10駅。武漢軌道交通1号線は中国中・西部では初めて開通した高速大量輸送都市鉄道（メトロ）路線である。
- 2005年12月15日 - 武漢軌道交通1号線第2期区間の東延長線が着工。西延長線の工事準備作業が開始。
- 2006年6月28日午前9時 - 武漢初の地下駅舎（4号線武昌駅）が国鉄武昌の駅舎改造の付帯工事として着工。
- 2006年11月16日 - 武漢軌道交通2号線第1期工事が着工。それが武漢で初めて着工した地下鉄路線である。
- 2007年7月28日 - 武漢市軌道交通有限公司をベースに武漢地鉄集団有限公司が成立。
- 2008年12月30日午前2時頃 - 武漢地下鉄初のシールド工法の隧道である2号線范湖～漢口駅区間が貫通。
- 2009年12月18日 - 武漢地下鉄初の開削工法の隧道である虎泉～楊家湾区間が貫通。
- 2010年07月28日 - 武漢軌道交通1号線第2期区間が営業開始。江漢路駅を循礼門駅に改称。
- 2011年7月22日 - 2号線金色雅園～常青花園区間の左側隧道で軌道敷設工事が完工。それが2号線で初めて軌道敷設工事が完了した区間である。
- 2011年8月6日午前6時 - 全長が3100mの2号線長江隧道が貫通。それが長江の水底をくぐる最初の地下鉄トンネルである。
- 2012年12月28日 - 武漢軌道交通2号線が運営開始。
- 2013年12月28日 - 武漢軌道交通4号線第1期区間が運営開始。
- 2014年12月28日 - 武漢軌道交通1号線第3期区間が運営開始。
- 2014年12月28日 - 武漢軌道交通4号線第2期区間が運営開始。
- 2015年6月 - 国家発展改革委員会が「武漢市軌道交通第3期建設計画（2015-2021）、原題：≪武汉市轨道交通第三期建设规划（2015-2021）≫」を批准。
- 2015年12月28日 - 武漢軌道交通3号線が運営開始。
- 2016年3月28日 - 武漢軌道交通初のA型車である6号線1号編成が武漢に到着。
- 2016年8月31日午前 - 6号線23号編成が武漢に到着し、武漢軌道交通の鉄道車両数は1000両を突破。
- 2016年12月28日 - 武漢軌道交通2号線北延長線（空港線）と6号線が開業。
- 2017年3月 - 「武漢市軌道交通第4期建設計画（2017年-2023年）、原題：≪武汉市轨道交通第四期建设规划（2017年-2023年）≫」が環境保護部による審査を通過。
- 2017年12月26日 - 武漢軌道交通8号線、陽邏線、1号線径河延長線（第4期区間）が開業。
- 2018年10月1日 - 武漢軌道交通7号線、11号線第1期区間が開業。

## 運賃
武漢地下鉄の運賃加算は対キロ区間制を採用する。武漢地鉄集団有限公司のホームページに掲載される運賃加算についての説明によると、大人と小人を問わなず、9㎞以内の初乗り運賃は2元/人、9～14㎞は3元/人、14㎞超過後の距離区分を前の区分より2㎞長く取る。但し、乗車時間は180分間まで、超過すると最高運賃（2017年末時点は8元となる）で支払うことになっている。
| キロ程（㎞）    | 運賃（元） |
| --------------- | ---------- |
| 0.001 - 9.000   | 2          |
| 9.001 - 14.000  | 3          |
| 14.001 - 21.000 | 4          |
| 21.001 - 30.000 | 5          |
| 30.001 - 41.000 | 6          |
| 41.001 - 54.000 | 7          |
| 54.001 - 69.000 | 8          |

武漢通
- 主に地下鉄駅に設置の武漢通の専用窓口にて申し出ると購入できる武漢版の交通カード。一部の駅ではオリジナルデザインのカードを購入も現金で可能。また武漢通の販売機も置かれている駅もあるが、こちらは基本的にほとんどがAlipayなどのキャッシュレスのみの対応となっている。

フリーパス
- 一日票(18元)・三日票(45元)・七日票(90元)がそれぞれ発売されている。概ね中国で新規開通した都市を一部除いて一日票ならびに三日票が発売されるケースは少なくないが、七日票まで発売されるケースはかなり少ない。

## 営業中の路線
2023年9月現在、以下の11路線が営業中。
- 1号线  1号線
- 2号线  2号線
- 3号线  3号線
- 4号线  4号線
- 5号线  5号線
- 6号线  6号線
- 7号线  7号線
- 8号线  8号線
- 11号线  11号線
- 16号线  16号線
- 21号线(阳逻线)  陽邏線

### 1号線

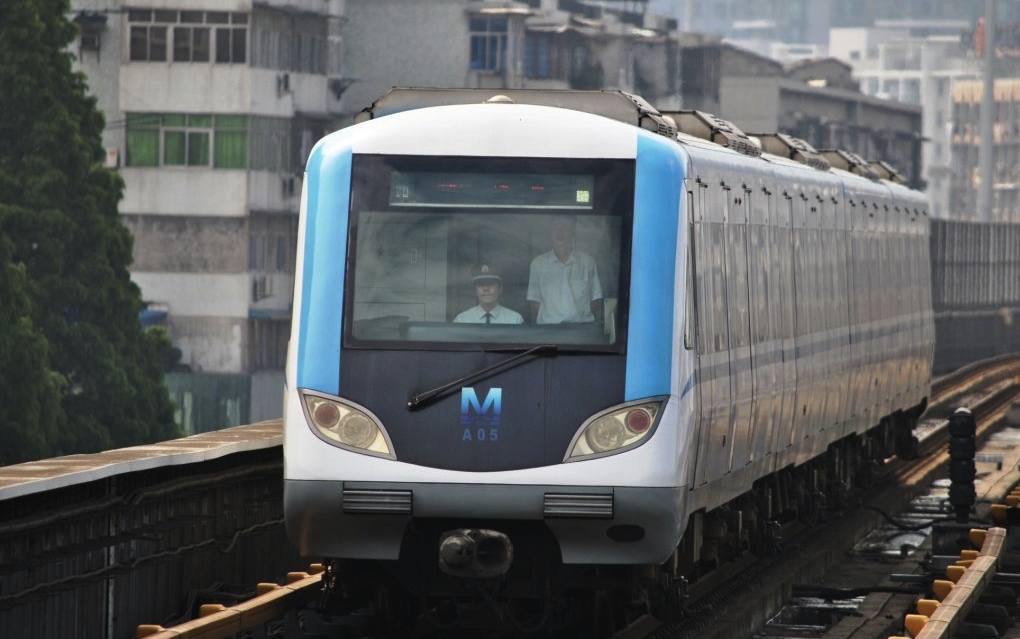
武漢地下鉄1号線の車輌

- 開業日：2004年7月28日（第1期区間）、2010年7月28日（第2期区間）、2014年5月28日（第3期区間）、2017年12月26日（第4期区間）
- 空間構造：全線高架。このため、しばしば「軽軌」と誤称されることもある。
- 起点：径河駅
- 終点：漢口北駅
- 営業キロ数：37.936km
- 駅数：28駅
- 軌間：1435mm
- 電化方式：第三軌条方式
- 車両番号で使われる路線記号はAである。

### 2号線

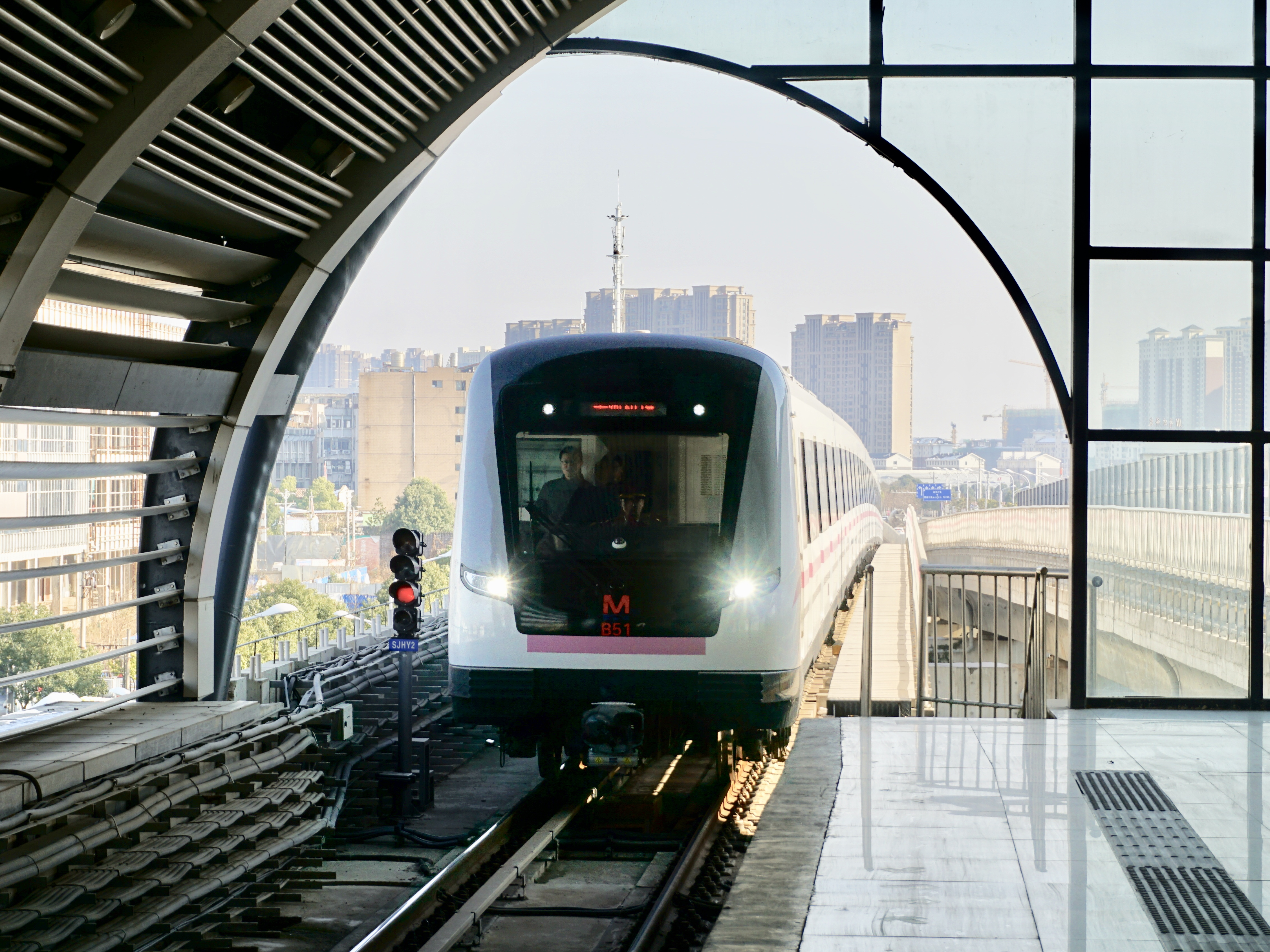
武漢地下鉄2号線の車輌

- 開業日：2012年12月28日（第1期区間）、2016年12月28日（北延長線）
- 空間構造：地下（天河機場駅～巨龍大道駅間の高架区間を除く）＋高架（天河機場駅～巨龍大道駅間の区間）
- 起点：天河機場駅
- 終点：光谷広場駅
- 営業キロ数：47.149km
- 駅数：28駅
- 軌間：1435mm
- 電化方式：第三軌条方式
- 車両番号で使われる路線記号はBである。

### 3号線

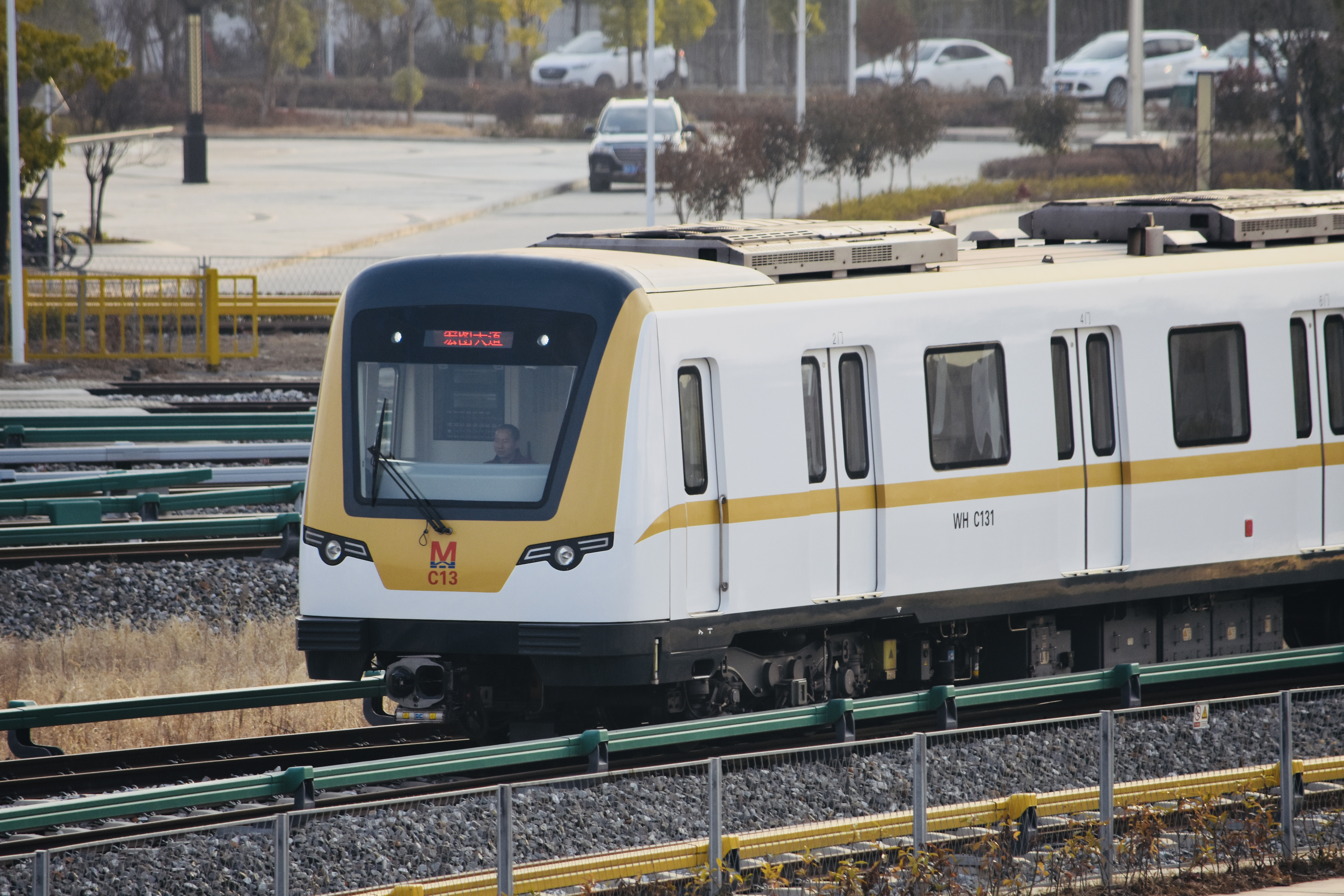
武漢地下鉄3号線の車輌

- 開業日：2015年12月28日
- 空間構造：全線地下
- 起点：沌陽大道駅
- 終点：宏図大道駅
- 営業キロ数：29.660km
- 駅数：24駅
- 軌間：1435mm
- 電化方式：第三軌条方式
- 車両番号で使われる路線記号はCである。

### 4号線

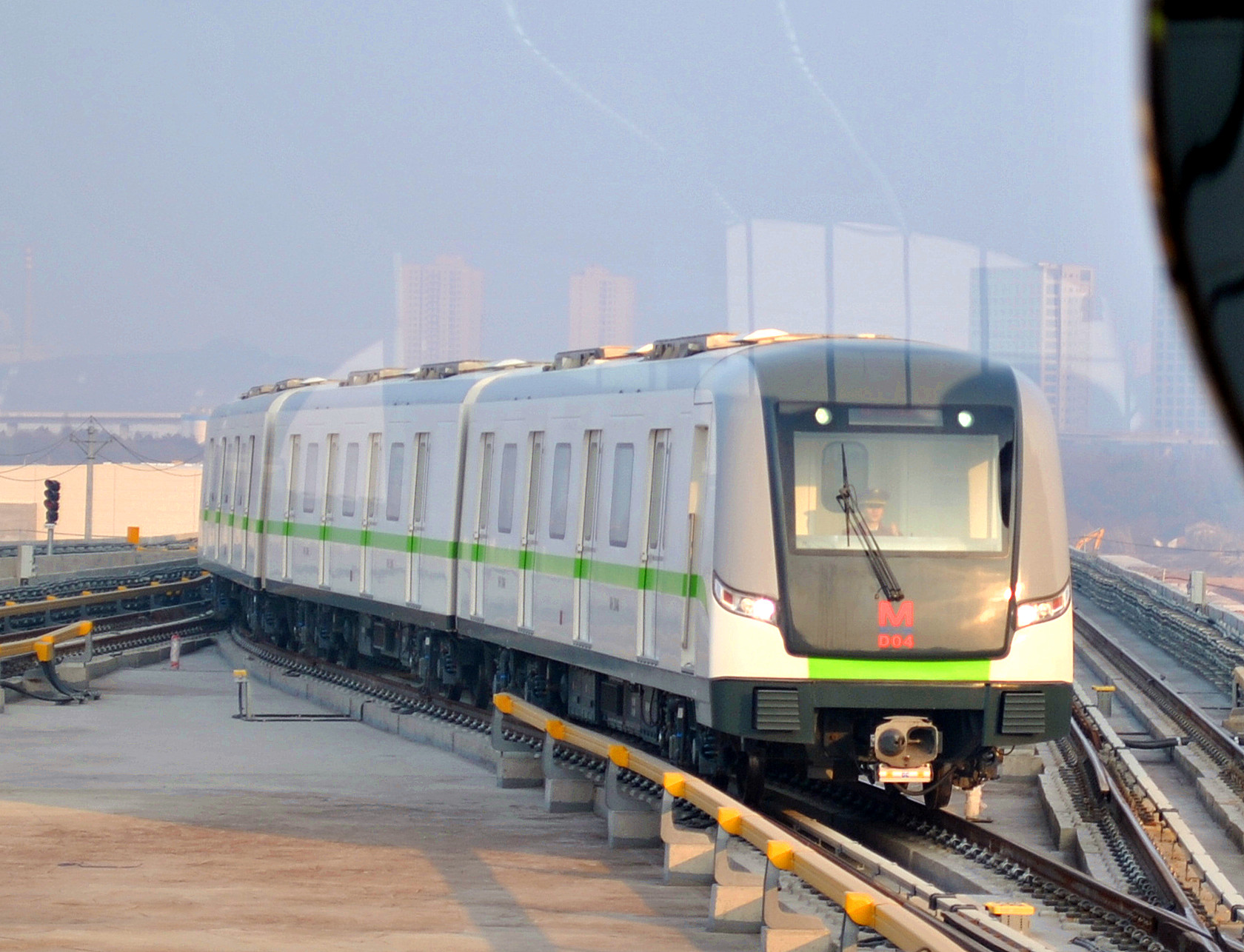
武漢地下鉄4号線の車輌

- 開業日：2013年12月28日（第1期区間）、2014年12月28日（第2期区間）、2019年9月28日（第3期区間）
- 空間構造：地下（永安堂駅以西の高架区間を除く）＋高架（永安堂駅以西）
- 起点：柏林駅
- 終点：武漢火車站駅
- 営業キロ数：33.403km
- 駅数：28駅
- 軌間：1435mm
- 電化方式：第三軌条方式
- 車両番号で使われる路線記号はDである。

### 6号線
- 開業日： 2016年12月28日 （第1期区間）、2021年12月26日 （第2期区間）
- 空間構造：全線地下
- 起点：東風公司駅
- 終点：金銀湖公園駅
- 営業キロ数：35.512km
- 駅数：27駅
- 軌間：1435mm
- 電化方式：架空電車線方式
- 車両番号で使われる路線記号はFである。

### 7号線

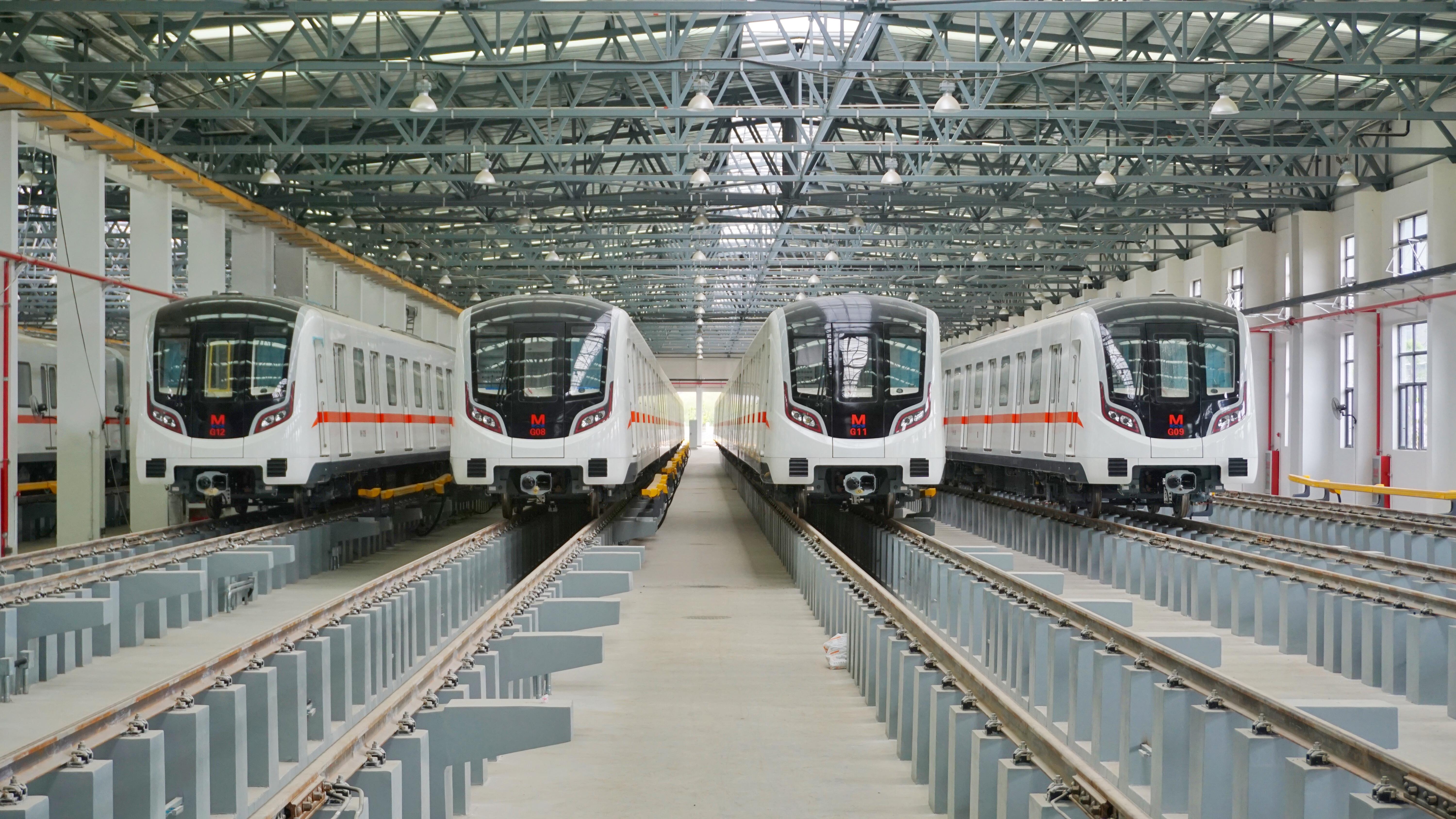
武漢地下鉄7号線の車輌

- 開業日：2018年10月1日
- 空間構造：全線地下
- 起点：園博園北駅
- 終点：青龍山地鉄小鎮駅
- 営業キロ数：47 km
- 駅数：26駅
- 軌間：1435mm
- 電化方式：第三軌条方式
- 車両番号で使われる路線記号はGである。

### 8号線

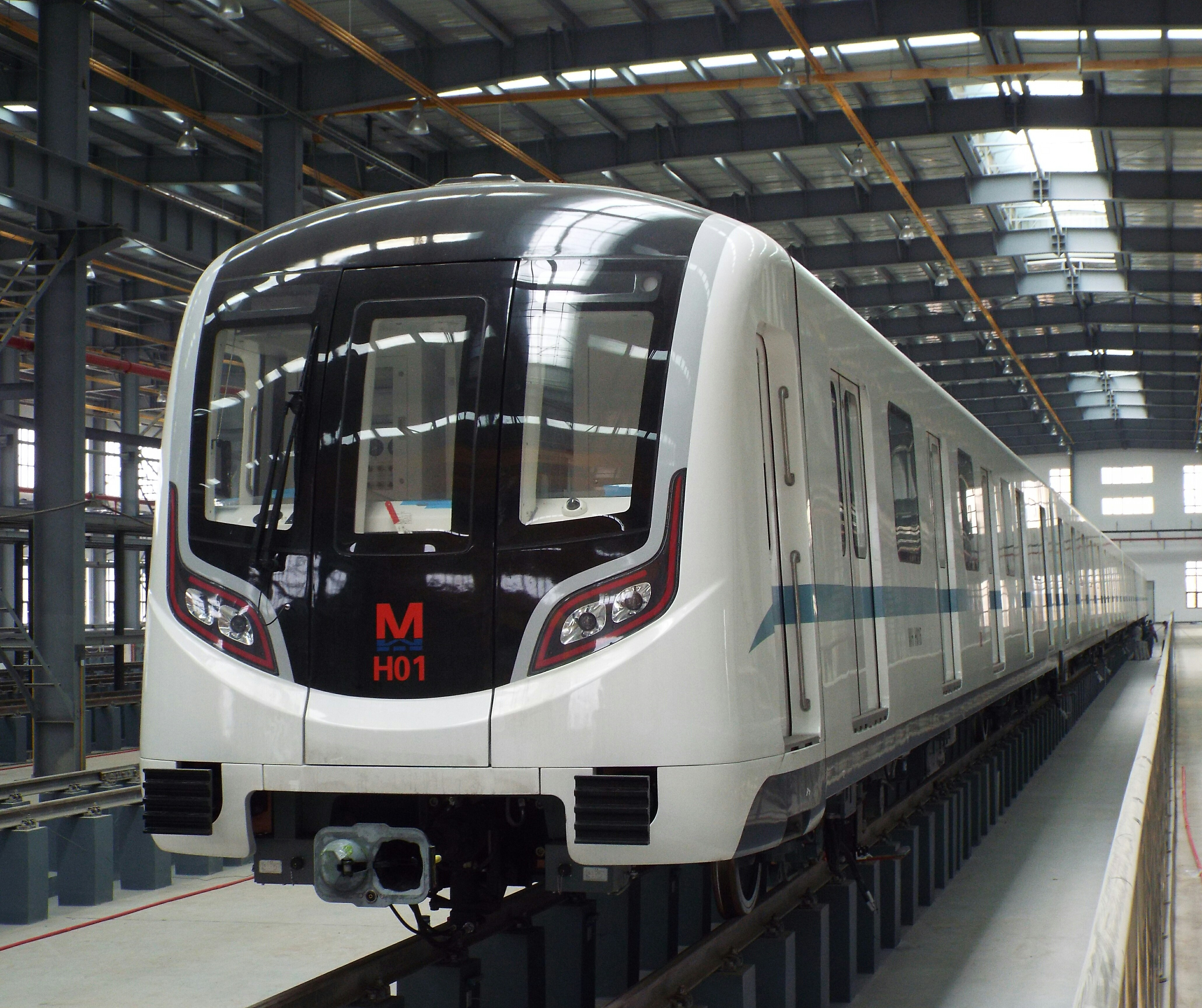
武漢地下鉄8号線の車輌

- 開業日：2017年12月26日
- 空間構造：全線地下
- 起点：金潭路駅
- 終点：軍運村駅
- 営業キロ数：38.197km
- 駅数：26駅
- 軌間：1435mm
- 電化方式：第三軌条方式
- 車両番号で使われる路線記号はHである。

### 11号線

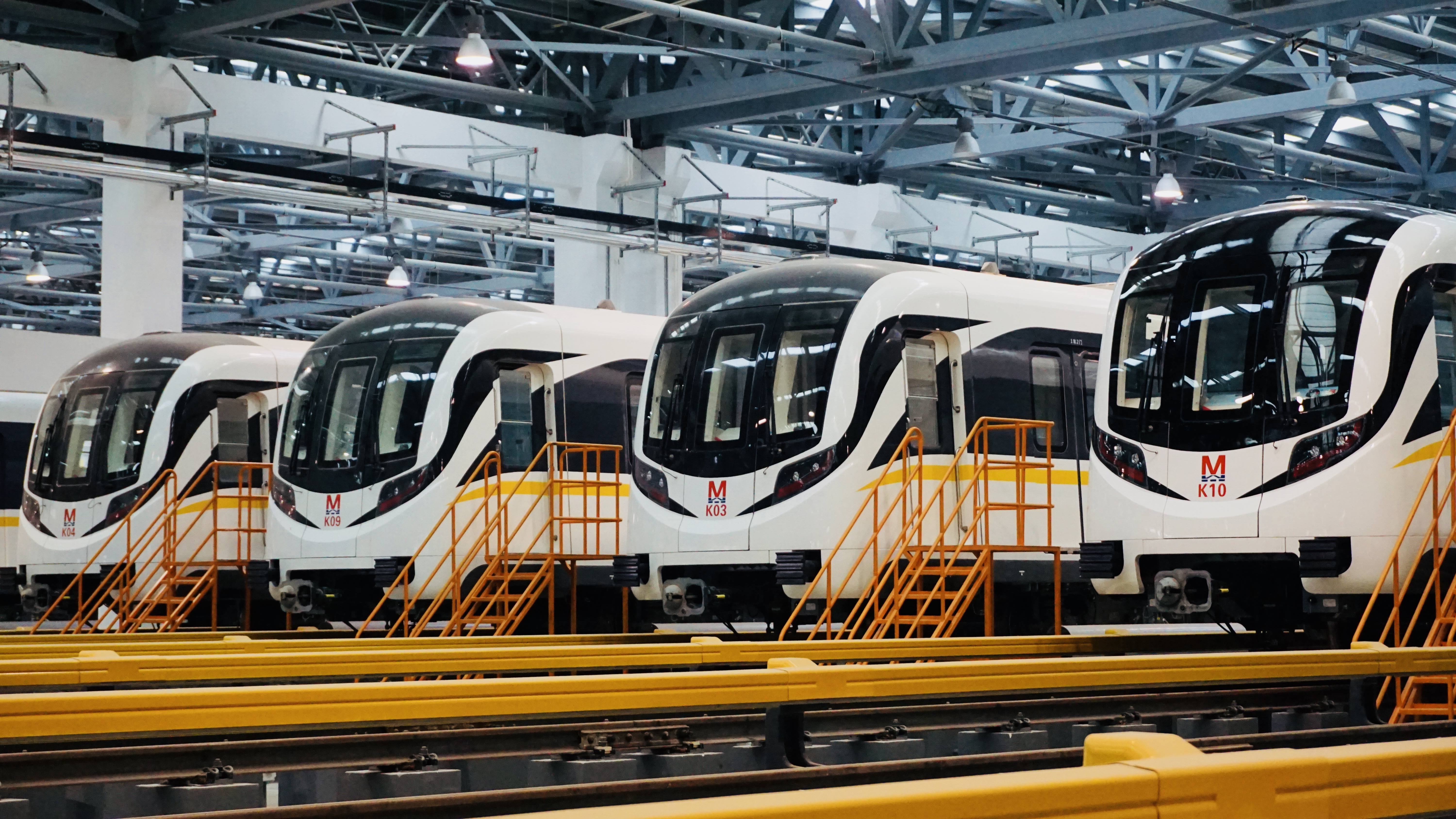
武漢地下鉄11号線の車輌

- 開業日：2018年10月1日
- 空間構造：全線地下
- 起点：江安路駅
- 終点：葛店南站駅
- 営業キロ数：22.53km
- 駅数：14駅
- 軌間：1435mm
- 電化方式：第三軌条方式
- 車両番号で使われる路線記号はKである。

### 陽邏線
- 開業日：2017年12月26日

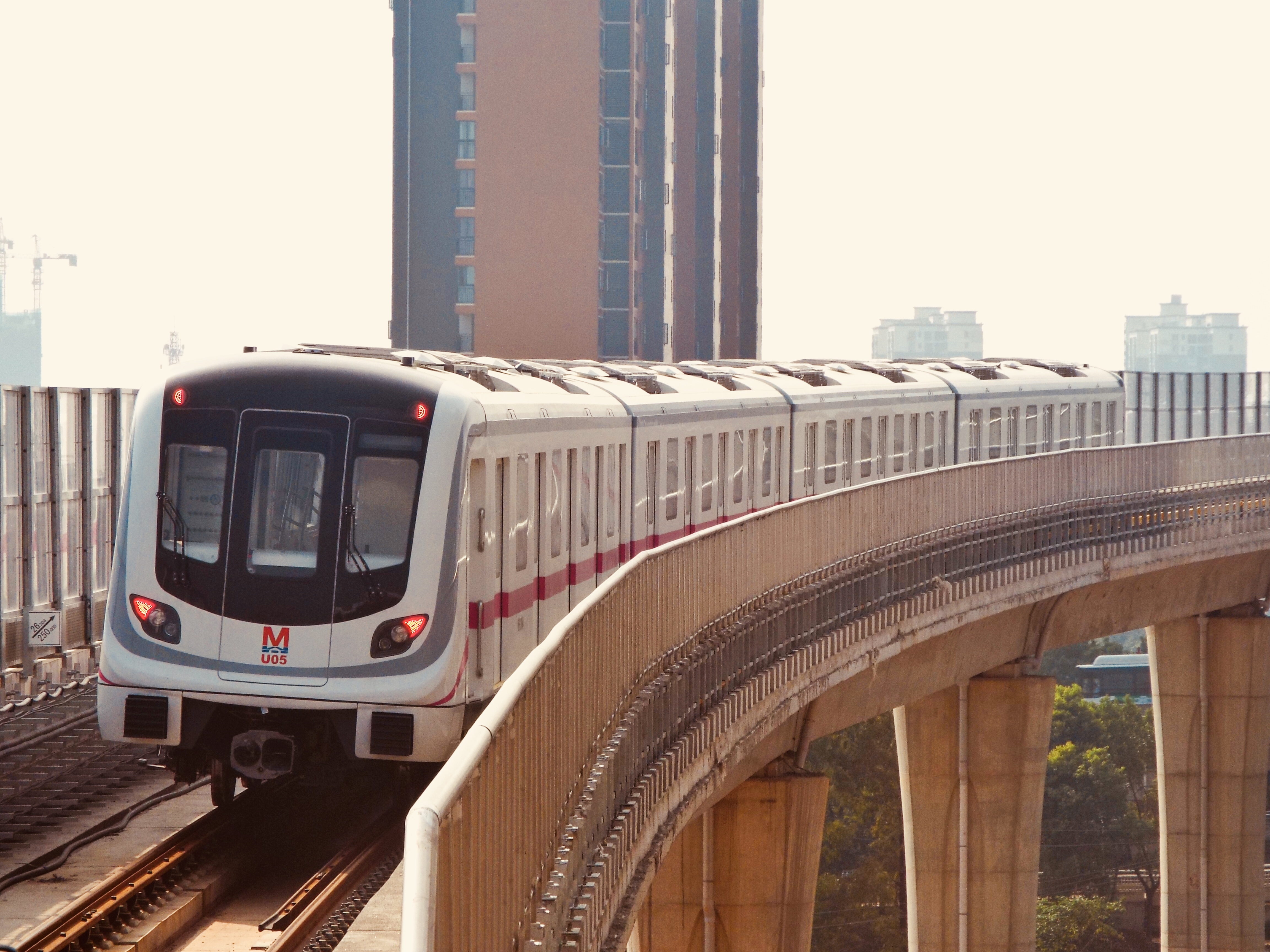
武漢地下鉄陽邏線の車輌

- 空間構造：高架（諶家磯駅以西の地下区間を除く）＋地下（諶家磯駅以西）
- 起点：後湖大道駅
- 終点：金台駅
- 営業キロ数：34.575km/35.02km
- 駅数：16駅
- 軌間：1435mm
- 電化方式：第三軌条方式
- 車両番号で使われる路線記号はUである。

## 建設中の路線
3号线 武漢地下鉄3号線（第2期区間 12 km 2023年開通予定→現在未開通）
 5号线 武漢地下鉄5号線（第2期区間、2023年開通予定→現在未開通）
 6号线 武漢地下鉄6号線（第3期区間 2.8 km 2024年開通予定）
 11号线 武漢地下鉄11号線（東段 第2～3期区間、2025年1月1日開通予定→現在未開通）
 12号线 武漢地下鉄12号線（環状線、武昌段、江北段2025年1月1日開通予定→現在未開通）
 19号线 武漢地下鉄19号線（2023年開通予定→現在未開通）
 21号线(阳逻线) 武漢地下鉄21号線西延線（2024年開通予定）
 10号线(新港线) 武漢地下鉄新港線（原10号線、第1期区間、第2期区間）
 7号线(前川线) 武漢地下鉄前川線（7号線延長線、第2期区間）

## 計画中の路線
「武漢市軌道交通第4期建設計画（2017-2023年）」で国に提案し環境保護部による環境審査を通過した路線は、 6 6号線第2期、 10 10号線、 12 12号線（環状線）、13号線、14号線、16号線、19号線、20号線、 阳逻线 21号線（陽邏線）第2期と 7 前川線であり、総キロ数は397.6kmである。

その他、既存線路の延長や新線なども計画されている。
 9 武漢地下鉄9号線